# Moussa Diop
Moussa Diop (25 ottobre 1997) è un judoka senegalese.

## Palmarès
- Campionati africani

Tunisi 2018: bronzo nei -60kg.